# Lengyel Gyula (politikus)
Lengyel Gyula, született: Goldstein Gyula, névváltozat: Pollák Gyula (Szatmárnémeti, 1888. október 8. – Moszkva, kommunarkai kivégzőhely, 1938. január 8.) magyar közgazdász, kommunista politikus, aki pénzügyi népbiztos volt a Forradalmi Kormányzótanácsban, a Magyarországi Tanácsköztársaság idején. A Tanácsköztársaság bukása után a Szovjetunióban telepedett le, ahol Sztálin tisztogatásainak esett áldozatul.

## Élete
Magyarországi zsidó család gyermekeként született. 1911-ben számtan szakos diplomát szerzett Budapesten. Ezt követően tanárként dolgozott, a pedagógusok szakszervezetének tagja és a nőmozgalmak tevékeny harcosa volt. Az első világháború alatt előbb a Kereskedelmi Akadémia, majd a Világgazdasági Főiskola tanára lett. Időközben tagja lett a KMP-nek, s 1919-ben, a Magyarországi Tanácsköztársaság kikiáltása után tagja lett a Forradalmi Kormányzótanácsnak, mint pénzügyi népbiztos. Az ő nevéhez fűződik a kommün gazdaságpolitikájának kialakítása, valamint a közellátás megszervezése. Intézkedései azonban kudarcot vallottak. A tanácshatalom bukása után a többi kommunista vezetővel együtt Bécsbe menekült, ahol részt vett a KMP újjászervezésében. 1922-ben Berlinbe költözött, itt előbb a szovjet külkereskedelmi képviselet munkatársa, majd a gazdaságpolitikai osztály vezetője lett. 1930-ban Moszkvába emigrált, ahol széles körű szakírói és politikai-előadói tevékenységet fejtett ki. Cikkei jelentek meg többek között a német Volkwirtschaft der UdSSR, a moszkvai Külkereskedelem c., valamint az Új Március és Előre című folyóiratokban. 1937. november 2-án Sztálin parancsára letartóztatták és börtönbe zárták. 1938. január 8-án halálraítélték, s még aznap végrehajtották az ítéletet. 1956. november 28-án rehabilitálták.

## Művei
- Lengyel Gyula válogatott írásai (Budapest, 1965)